# Мельпомена (Донецк)
Мельпоме́на — фигура на фронтоне Донецкого областного музыкально-драматического театра.
Мельпомена — самая крупная фронтонная фигура в Донецке. Высота 3,5 метра (высота вычислялась исходя из пропорций всего архитектурного ансамбля театра), вес — около тонны. Автор — скульптор Юрий Иванович Балдин. Отлита из бронзы и установлена 14 марта 2005 года.
В архитектурном проекте театра, сделанном в 1958 году планировалась фронтонная фигура. Театр был построен в 1961 году без фронтонной фигуры, но с постаментом для неё.

В этот период по всей стране убирались из проектов зданий декоративные элементы в связи с постановлением ЦК КПСС и Совета Министров СССР 1955 года «Об устранении излишеств в проектировании и строительстве»: 
Советской архитектуре должна быть свойственна простота, строгость форм и экономичность решений»

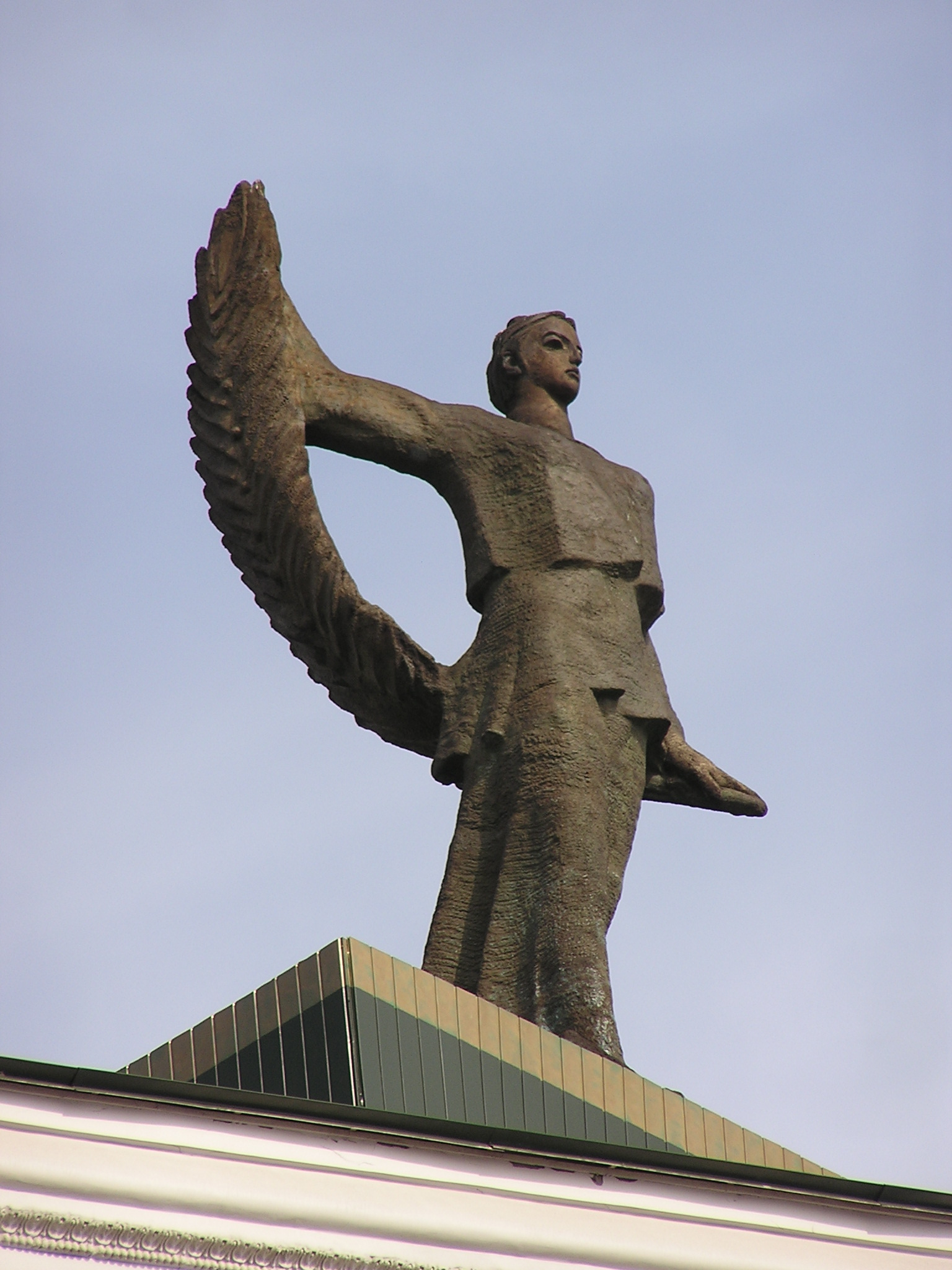
Мельпомена

Во время реконструкции театра в 2000-х годах было решено установить скульптуру на фронтоне. Так как в проектных документах не сохранились сведения о том, какая фигура планировалась к установке был выбран новый образ. Им стала муза трагедии Мельпомена из древнегреческой мифологии.
Классический образ музы Мельпомены изображается в венке из листьев винограда или плюща, в театральной мантии, с трагической театральной маской в одной руке и палицей или мечом в другой руке. Но изображение Мельпомены донецкого драмтеатра не содержит ни одного из традиционных атрибутов. Она изображена с пальмовой ветвью в руках.